# ماركو رولو
ماركو رولو (بالإيطالية: Marco Rullo)‏ مواليد 21 سبتمبر 1976، كان دراج إيطالي سابق في صنف سباق الدراجات على الطريق. سبق أن شارك في دورة الألعاب الأولمبية الصيفية.

## الميداليات
| الميدالية | المسابقة                       |
| --------- | ------------------------------ |
| برونزية   | الألعاب الأولمبية الصيفية 1992 |